# 紳寶94

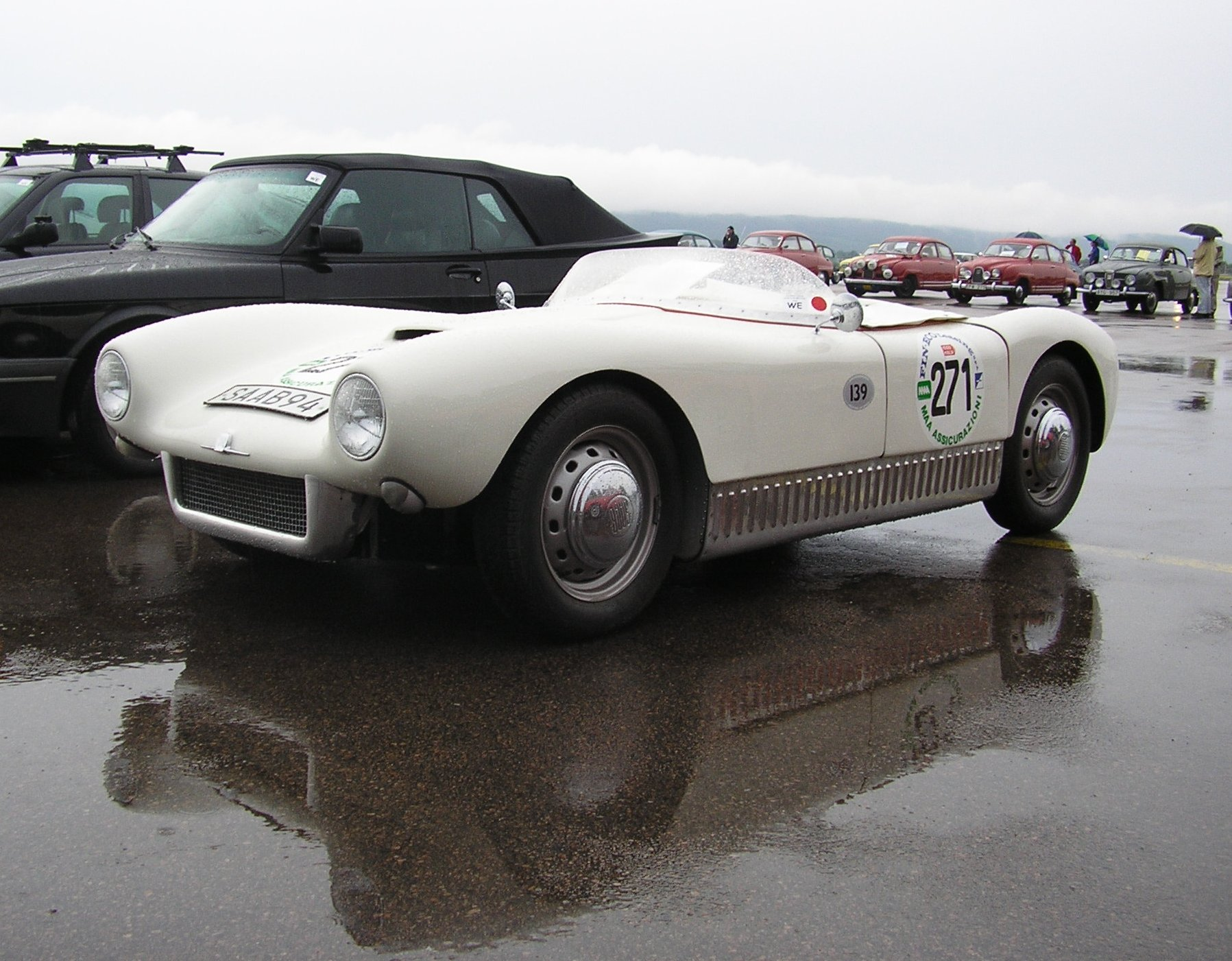
Saab Sonett I 原形車 #1

紳寶Sonett是瑞典紳寶汽車於1966年到1974年間所生產的一款車型。
第一個原型車款現在稱為Sonett I。有兩個座位，開蓬、輕量化的賽車專用跑車。10年後，進入量產，分成Sonett ii，V4與Sonett III。

## Sonett I
在1950年代，Saab引擎設計師與賽車愛好者Rolf Mellde與 Lars Olov Olsson、Olle Linkdvist、Gotta Svensson在Saab生產基地特羅爾海坦 (Trollhättan)外的Åsaka榖倉，設計了一款有著兩個座位的原型跑車。在總預算只有7萬5千瑞典克朗的有限預算下，完成眾所皆知的Sonett。這個名稱來自於瑞典俗語中的「Så nätt den är」。

在1956年3月16日，Saab Sonett，也被稱為Saab 94，在德哥爾摩的Bilsalong車展首次發表。Saab Sonett擁有三氣缸748c.c.二衝程引擎，能釋出57.5匹馬力，以及一個由瑞典設計師西克斯 盛薩松(Sixten Sason)所設計，僅70公斤重的鋁框式底盤。Saab Sonett是一款以飛機設計為概念的先進輕量化的競賽用跑車，全車重量僅600公斤。
Saab Sonett預計最高時速達到190km/hr，在當時是最有希望得到歐洲賽場拿到冠軍的車型之一，並且於1957年有生產2,000輛的計畫。不過，比賽規則在被改成只允許使用修改過的量產車型，所以Saab專位比賽所生產的Saab Sonett逐漸減少本來預期的預期的市場效益。
只有從1955到1957年初只生產六輛的Sonett 1。最原始的原型車「#1」使用手工製作的玻璃纖維車殼，並且作為其他五輛原型車的參考。Sonett 1是極為罕見的車，美國只有兩輛，其中一輛為GM所有。
1996年9月，著名的拉力賽選手埃里克卡爾松 (Erik Carlsson)駕駛著復原的#1原型車，以時速159.4km/hr創造了750c.c.引擎級距的新紀錄。